# Selección de fútbol de Malta
La selección de fútbol de Malta (en maltés: Tim nazzjonali tal-futbol ta' Malta) es el equipo representativo del país en las competiciones oficiales. Su organización está a cargo de la Asociación de Fútbol de Malta, perteneciente a la UEFA.

## Historia
La selección fue amateur hasta el año de 1984. Ha ganado cinco partidos en competición oficial. Las dos primeras victorias fueron en casa por 2-0 y 2-1 contra Grecia e Islandia en 1975 y 1982, durante la clasificación para la Eurocopa. La tercera victoria, primera fuera de casa, fue ante Estonia por 1-0 durante la fase de clasificación para el Mundial de 1994. Su cuarta victoria fue ante Hungría por 2-1 en octubre de 2006, durante la clasificación para la Eurocopa de 2008. Con ella logró romper una racha de 24 años sin ganar en un partido de Eurocopa y 13 años sin ganar un partido oficial. La quinta y última victoria fue el 7 de junio de 2013, en visita a la selección de Armenia en partido de clasificación para el Mundial 2014 por 0-1.
El 7 de febrero de 2007 Malta jugó un amistoso contra Austria, anfitriona de la Eurocopa 2008, con motivo del 50 aniversario del primer partido internacional jugado por el conjunto maltés contra el mismo rival. El resultado final fue 1-1.
Uno de los peores momentos del conjunto nacional fue la dolorosa derrota en Sevilla contra España por 12-1, en la clasificación para la Eurocopa de 1984, donde la selección española necesitaba ganar por una diferencia de 11 goles para clasificarse. Sorprendentemente, Malta le llegó a empatar el partido a 1. Después de ese encuentro la Asociación de Fútbol de Malta se planteó muy seriamente la continuidad de su selección.
En 2013 su equipación pasó del rojo tradicional al verde pistacho. Se estrenó en un amistoso contra Portugal. Meses después, Malta ganó su primer partido en la eliminatoria de clasificación para la Copa del Mundo 2014 después de casi 20 años, derrotando como visitante a Armenia por 1-0. En marzo de 2016 empata con Moldavia (0-0), y en las clasificatorias a Rusia 2018, empata con Lituania por 1-1.
8 años después, la selección de Malta pudo ganar otro partido de eliminatorias mundialistas frente a la selección de Chipre por un marcador de 3-0.

## Estadio
El Estadio Nacional de Ta' Qali, situado en la villa del mismo nombre, es el estadio donde Malta disputa sus partidos de local. Además, acoge los partidos más importantes de la Premier maltesa y la copa nacional. El estadio cuenta con exactamente 4.039 asientos, y tiene una capacidad total de 16.997 personas. Alrededor del terreno de juego había una pista de atletismo, pero hoy el área está cubierta con césped artificial.

## Uniformes
| 2022 Local | 2022 Visita |

## Últimos partidos y próximos encuentros
Actualizado al último partido jugado el 10 de junio de 2025
| Fecha      | Ciudad           | Local        | Resultado | Visitante      | Competición                     |
| ---------- | ---------------- | ------------ | --------- | -------------- | ------------------------------- |
| 11-06-2024 | Grödig           | Grecia       | 2:0       | Malta          | Partido amistoso                |
| 07-09-2024 | Chisináu         | Moldavia     | 2:0       | Malta          | Liga de Naciones UEFA 24/25     |
| 10-09-2024 | Andorra la Vieja | Andorra      | 0:1       | Malta          | Liga de Naciones UEFA 24/25     |
| 13-10-2024 | Ta' Qali         | Malta        | 1:0       | Moldavia       | Liga de Naciones UEFA 24/25     |
| 14-11-2024 | Ta' Qali         | Malta        | 2:0       | Liechtenstein  | Partido amistoso                |
| 18-11-2024 | Ta' Qali         | Malta        | 0:0       | Andorra        | Liga de Naciones UEFA 24/25     |
| 21-03-2025 | Ta' Qali         | Malta        | 0:1       | Finlandia      | Clasificación Copa Mundial 2026 |
| 24-03-2025 | Varsovia         | Polonia      | 2:0       | Malta          | Clasificación Copa Mundial 2026 |
| 07-06-2025 | Ta' Qali         | Malta        | 0:0       | Lituania       | Clasificación Copa Mundial 2026 |
| 10-06-2025 | Groningen        | Países Bajos | 8:0       | Malta          | Clasificación Copa Mundial 2026 |
| 04-09-2025 | Kaunas           | Lituania     | -:-       | Malta          | Clasificación Copa Mundial 2026 |
| 09-10-2025 | Ta' Qali         | Malta        | -:-       | Países Bajos   | Clasificación Copa Mundial 2026 |
| 12-10-2025 | Ta' Qali         | Malta        | -:-       | Bosnia y Herz. | Partido amistoso                |
| 14-11-2025 | Helsinki         | Finlandia    | -:-       | Malta          | Clasificación Copa Mundial 2026 |
| 17-11-2025 | Ta' Qali         | Malta        | -:-       | Polonia        | Clasificación Copa Mundial 2026 |

## Jugadores

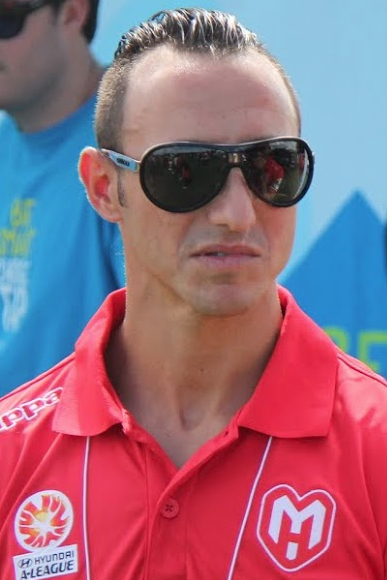
Michael Mifsud es el jugador con más partidos y más goles con Malta.

### Más partidos jugados
| #  | Nombre            | Participaciones | Goles | Periodo   |
| -- | ----------------- | --------------- | ----- | --------- |
| 1  | Michael Mifsud    | 143             | 42    | 2000–2020 |
| 2  | Davidson Carabott | 122             | 12    | 1987–2005 |
| 3  | Gilbert Agius     | 120             | 8     | 1993–2008 |
| 4  | Carmel Busuttil   | 113             | 23    | 1982–2001 |
| 5  | Andrei Agius      | 103             | 6     | 2006–2022 |
| 5  | Joe Brincat       | 103             | 6     | 1988–2004 |
| 7  | Roderick Briffa   | 100             | 1     | 2003–2018 |
| 8  | John Buttigieg    | 97              | 1     | 1984–2000 |
| 9  | André Schembri    | 94              | 3     | 2006–2018 |
| 10 | Brian Said        | 91              | 5     | 1996–2009 |

### Máximos goleadores
| #  | Jugador          | Goles | Partidos | Periodo   |
| -- | ---------------- | ----- | -------- | --------- |
| 1  | Michael Mifsud   | 42    | 143      | 2000–2020 |
| 2  | Carmel Busuttil  | 23    | 113      | 1982–2001 |
| 3  | David Carabott   | 12    | 122      | 1987–2005 |
| 4  | Hubert Suda      | 8     | 70       | 1988–2003 |
| 4  | Gilbert Agius    | 8     | 120      | 1993–2008 |
| 6  | Raymond Xuereb   | 6     | 45       | 1971–1985 |
| 6  | Kristian Laferla | 6     | 65       | 1986–1998 |
| 6  | Andrei Agius     | 6     | 103      | 2006–2022 |
| 6  | Joe Brincat      | 6     | 103      | 1988–2004 |
| 10 | George Mallia    | 5     | 63       | 1999–2008 |
| 10 | Brian Said       | 5     | 91       | 1996–2009 |

### Última convocatoria
Lista de jugadores para los partidos ante Finlandia y Polonia para la clasificación para la Copa Mundial de Fútbol de 2026 en marzo de 2025.
| No. | Pos. | Jugador                 | Fecha de nacimiento (edad)         | Apa. | Goles | Club             |
| --- | ---- | ----------------------- | ---------------------------------- | ---- | ----- | ---------------- |
| 1   | POR  | Henry Bonello           | 13 de octubre de 1988 (36 años)    | 62   | 0     | Ħamrun Spartans  |
| 12  | POR  | James Sissons           | 26 de marzo de 2007 (18 años)      | 0    | 0     | Melita F.C.      |
| 16  | POR  | Rashed Al-Tumi          | 14 de octubre de 2000              | 3    | 0     | Sheriff Tiraspol |
|     |      |                         |                                    |      |       |                  |
| 2   | DEF  | Adam Magri Overend      | 3 de mayo de 2000 (25 años)        | 3    | 0     | Sliema Wanderers |
| 4   | DEF  | Steve Borg              | 8 de enero de 1988 (37 años)       | 81   | 3     | Ħamrun Spartans  |
| 5   | DEF  | Kurt Shaw               | 1 de abril de 1999 (26 años)       | 26   | 0     | Hibernians       |
| 13  | DEF  | Enrico Pepe             | 12 de noviembre de 1989 (35 años)  | 27   | 0     | Gżira United     |
| 15  | DEF  | Myles Beerman           | 13 de marzo de 1999 (26 años)      | 10   | 0     | Sliema Wanderers |
| 18  | DEF  | James Carragher         | 11 de noviembre de 2002 (22 años)  | 0    | 0     | Wigan Athletic   |
| 22  | DEF  | Zach Muscat             | 22 de agosto de 1993 (31 años)     | 69   | 3     | Şanlıurfaspor    |
|     | DEF  | Jean Borg               | 8 de enero de 1998 (27 años)       | 28   | 0     | Sliema Wanderers |
|     | DEF  | Carlo Zammit Lonardelli | 19 de abril de 2001 (24 años)      | 5    | 0     | Floriana         |
|     |      |                         |                                    |      |       |                  |
| 3   | MED  | Ryan Camenzuli          | 8 de septiembre de 1994 (30 años)  | 45   | 1     | Ħamrun Spartans  |
| 6   | MED  | Matthew Guillaumier     | 9 de abril de 1998 (27 años)       | 42   | 3     | Stal Mielec      |
| 8   | MED  | Steve Pisani            | 7 de agosto de 1992 (32 años)      | 42   | 1     | Sliema Wanderers |
| 10  | MED  | Teddy Teuma             | 30 de septiembre de 1993 (31 años) | 41   | 4     | Reims            |
| 17  | MED  | Jake Azzopardi          | 13 de febrero de 2006 (19 años)    | 0    | 0     | Valletta         |
| 21  | MED  | Brandon Paiber          | 5 de junio de 1995 (30 años)       | 11   | 0     | Valletta         |
|     |      |                         |                                    |      |       |                  |
| 7   | DEL  | Joseph Mbong            | 15 de julio de 1997 (27 años)      | 61   | 3     | Ħamrun Spartans  |
| 9   | DEL  | Ilyas Chouaref          | 12 de diciembre de 2000 (24 años)  | 0    | 0     | Sion             |
| 11  | DEL  | Basil Tuma              | 24 de abril de 2005 (20 años)      | 2    | 0     | Reading          |
| 14  | DEL  | Kyrian Nwoko            | 4 de julio de 1997                 | 36   | 4     | Sliema Wanderers |
| 19  | DEL  | Trent Buhagiar          | 27 de febrero de 1998 (27 años)    | 3    | 0     | Kapaz            |
| 20  | DEL  | Paul Mbong              | 2 de septiembre de 2001 (23 años)  | 28   | 2     | Birkirkara       |
| 23  | DEL  | Alexander Satariano     | 25 de octubre de 2001 (23 años)    | 33   | 3     | Birkirkara       |
|     | DEL  | Mattia Veselji          | 14 de marzo de 2002 (23 años)      | 1    | 0     | Smederevo        |

## Entrenadores
- La fuente para la información sobre los entrenadores (hacia Dusan Fitzel) es la página 88 del referido libro en la sección de bibliografía.[13]

| Entrenador                  | Período     | Partidos | Ganados | Empatados | Perdidos |
| --------------------------- | ----------- | -------- | ------- | --------- | -------- |
| Joe A. Griffiths            | 1954 - 1961 | 6        | 2       | 2         | 2        |
| Karm Borg                   | 1961 - 1964 | 5        | 0       | 1         | 4        |
| János Bédl                  | 1966        | 1        | 1       | 0         | 0        |
| János Bédl Tony Formosa     | 1966        | 1        | 1       | 0         | 0        |
| Joe Attard                  | 1969        | 1        | 0       | 0         | 1        |
| Saviour Cuschieri           | 1970        | 1        | 0       | 1         | 0        |
| Karm Borg                   | 1970 - 1971 | 4        | 0       | 1         | 3        |
| Tony Formosa                | 1971 - 1973 | 9        | 0       | 1         | 8        |
| Victor Scerri               | 1973        | 2        | 1       | 0         | 1        |
| Terrenzio Polverini         | 1974 - 1976 | 9        | 1       | 2         | 6        |
| John Calleja                | 1976 - 1978 | 11       | 2       | 1         | 8        |
| Victor Scerri               | 1978 - 1983 | 26       | 3       | 3         | 20       |
| Guentcho Dobrev             | 1984 - 1987 | 21       | 1       | 4         | 16       |
| Horst Heese                 | 1988 - 1991 | 36       | 3       | 8         | 25       |
| Pippo Psaila                | 1991 - 1993 | 17       | 5       | 4         | 8        |
| Pietro Ghedin               | 1993 - 1995 | 24       | 4       | 5         | 15       |
| Robert Gatt                 | 1996        | 3        | 0       | 1         | 2        |
| Milorad Kosanović           | 1996 - 1997 | 15       | 0       | 2         | 13       |
| Josif Ilić                  | 1997 - 2001 | 41       | 5       | 4         | 32       |
| Sigfried Held               | 2001 - 2003 | 21       | 4       | 5         | 12       |
| Horst Heese Carmel Busuttil | 2003 - 2005 | 15       | 1       | 2         | 12       |
| Horst Heese                 | 2005        | 4        | 0       | 3         | 1        |
| Dušan Fitzel                | 2006 - 2009 | 18       | 3       | 4         | 29       |
| John Buttigieg              | 2011 - 2012 | 20       | 2       | 3         | 15       |
| Pietro Ghedin               | 2012 - 2017 | 70       | 11      | 10        | 49       |
| Tom Saintfiet               | 2017 - 2018 | 3        | 0       | 0         | 3        |
| Ray Farrugia                | 2018 - 2019 | 18       | 1       | 4         | 13       |
| Devis Mangia                | 2019 - 2022 | 28       | 10      | 5         | 13       |
| Michele Marcolini           | 2023 - 2024 | 16       | 3       | 2         | 11       |
| Davide Mazzotta             | 2024        | 3        | 2       | 1         | 0        |
| Emilio De Leo               | 2025 - Act. |          |         |           |          |

## Estadísticas

### Copa Mundial de Fútbol
| Copa Mundial de Fútbol | Copa Mundial de Fútbol  | Copa Mundial de Fútbol  | Copa Mundial de Fútbol  | Copa Mundial de Fútbol  | Copa Mundial de Fútbol  | Copa Mundial de Fútbol  | Copa Mundial de Fútbol  |
| Año                    | Ronda                   | J                       | G                       | E                       | P                       | GF                      | GC                      |
| ---------------------- | ----------------------- | ----------------------- | ----------------------- | ----------------------- | ----------------------- | ----------------------- | ----------------------- |
| 1930 - 1954            | No existía la selección | No existía la selección | No existía la selección | No existía la selección | No existía la selección | No existía la selección | No existía la selección |
| 1958 - 1970            | No participó            | No participó            | No participó            | No participó            | No participó            | No participó            | No participó            |
| 1974                   | No clasificó            | No clasificó            | No clasificó            | No clasificó            | No clasificó            | No clasificó            | No clasificó            |
| 1978                   | No clasificó            | No clasificó            | No clasificó            | No clasificó            | No clasificó            | No clasificó            | No clasificó            |
| 1982                   | No clasificó            | No clasificó            | No clasificó            | No clasificó            | No clasificó            | No clasificó            | No clasificó            |
| 1986                   | No clasificó            | No clasificó            | No clasificó            | No clasificó            | No clasificó            | No clasificó            | No clasificó            |
| 1990                   | No clasificó            | No clasificó            | No clasificó            | No clasificó            | No clasificó            | No clasificó            | No clasificó            |
| 1994                   | No clasificó            | No clasificó            | No clasificó            | No clasificó            | No clasificó            | No clasificó            | No clasificó            |
| 1998                   | No clasificó            | No clasificó            | No clasificó            | No clasificó            | No clasificó            | No clasificó            | No clasificó            |
| 2002                   | No clasificó            | No clasificó            | No clasificó            | No clasificó            | No clasificó            | No clasificó            | No clasificó            |
| 2006                   | No clasificó            | No clasificó            | No clasificó            | No clasificó            | No clasificó            | No clasificó            | No clasificó            |
| 2010                   | No clasificó            | No clasificó            | No clasificó            | No clasificó            | No clasificó            | No clasificó            | No clasificó            |
| 2014                   | No clasificó            | No clasificó            | No clasificó            | No clasificó            | No clasificó            | No clasificó            | No clasificó            |
| 2018                   | No clasificó            | No clasificó            | No clasificó            | No clasificó            | No clasificó            | No clasificó            | No clasificó            |
| 2022                   | No clasificó            | No clasificó            | No clasificó            | No clasificó            | No clasificó            | No clasificó            | No clasificó            |
| 2026                   | Por disputarse          | Por disputarse          | Por disputarse          | Por disputarse          | Por disputarse          | Por disputarse          | Por disputarse          |
| Total                  | 0/22                    | -                       | -                       | -                       | -                       | -                       | -                       |

### Eurocopa
| Eurocopa | Eurocopa     | Eurocopa     | Eurocopa     | Eurocopa     | Eurocopa     | Eurocopa     | Eurocopa     |
| Año      | Ronda        | J            | G            | E            | P            | GF           | GC           |
| -------- | ------------ | ------------ | ------------ | ------------ | ------------ | ------------ | ------------ |
| 1960     | No participó | No participó | No participó | No participó | No participó | No participó | No participó |
| 1964     | No clasificó | No clasificó | No clasificó | No clasificó | No clasificó | No clasificó | No clasificó |
| 1968     | No participó | No participó | No participó | No participó | No participó | No participó | No participó |
| 1972     | No clasificó | No clasificó | No clasificó | No clasificó | No clasificó | No clasificó | No clasificó |
| 1976     | No clasificó | No clasificó | No clasificó | No clasificó | No clasificó | No clasificó | No clasificó |
| 1980     | No clasificó | No clasificó | No clasificó | No clasificó | No clasificó | No clasificó | No clasificó |
| 1984     | No clasificó | No clasificó | No clasificó | No clasificó | No clasificó | No clasificó | No clasificó |
| 1988     | No clasificó | No clasificó | No clasificó | No clasificó | No clasificó | No clasificó | No clasificó |
| 1992     | No clasificó | No clasificó | No clasificó | No clasificó | No clasificó | No clasificó | No clasificó |
| 1996     | No clasificó | No clasificó | No clasificó | No clasificó | No clasificó | No clasificó | No clasificó |
| 2000     | No clasificó | No clasificó | No clasificó | No clasificó | No clasificó | No clasificó | No clasificó |
| 2004     | No clasificó | No clasificó | No clasificó | No clasificó | No clasificó | No clasificó | No clasificó |
| 2008     | No clasificó | No clasificó | No clasificó | No clasificó | No clasificó | No clasificó | No clasificó |
| 2012     | No clasificó | No clasificó | No clasificó | No clasificó | No clasificó | No clasificó | No clasificó |
| 2016     | No clasificó | No clasificó | No clasificó | No clasificó | No clasificó | No clasificó | No clasificó |
| 2020     | No clasificó | No clasificó | No clasificó | No clasificó | No clasificó | No clasificó | No clasificó |
| 2024     | No clasificó | No clasificó | No clasificó | No clasificó | No clasificó | No clasificó | No clasificó |
| Total    | 0/17         | -            | -            | -            | -            | -            | -            |

### Liga de Naciones de la UEFA
| Liga de Naciones de la UEFA | Liga de Naciones de la UEFA | Liga de Naciones de la UEFA | Liga de Naciones de la UEFA | Liga de Naciones de la UEFA | Liga de Naciones de la UEFA | Liga de Naciones de la UEFA | Liga de Naciones de la UEFA | Liga de Naciones de la UEFA | Liga de Naciones de la UEFA |
| Año                         | L                           | G                           | Ronda                       | J                           | G                           | E                           | P                           | GF                          | GC                          |
| --------------------------- | --------------------------- | --------------------------- | --------------------------- | --------------------------- | --------------------------- | --------------------------- | --------------------------- | --------------------------- | --------------------------- |
| 2018-19                     | D                           | 3                           | Cuarto lugar                | 6                           | 0                           | 3                           | 3                           | 5                           | 14                          |
| 2020-21                     | D                           | 1                           | Segundo lugar               | 6                           | 2                           | 3                           | 1                           | 8                           | 6                           |
| 2022-23                     | D                           | 2                           | Segundo lugar               | 4                           | 2                           | 0                           | 2                           | 5                           | 4                           |
| Total                       | Total                       | Total                       | 3/3                         | 16                          | 4                           | 6                           | 6                           | 18                          | 24                          |

## Récord ante otras selecciones
Actualizado al 13 de octubre de 2024.
| País                     | J   | G  | E  | P   | GF  | GC  | GD   | % Victoria |
| ------------------------ | --- | -- | -- | --- | --- | --- | ---- | ---------- |
| Albania                  | 8   | 1  | 2  | 5   | 3   | 14  | −11  | 12.50%     |
| Alemania                 | 9   | 0  | 1  | 8   | 3   | 38  | −35  | 0%         |
| Alemania Democrática     | 6   | 0  | 0  | 6   | 2   | 22  | −20  | 0%         |
| Argelia                  | 3   | 0  | 1  | 2   | 1   | 3   | −2   | 0%         |
| Andorra                  | 3   | 1  | 2  | 0   | 3   | 2   | +1   | 66%        |
| Angola                   | 1   | 0  | 0  | 1   | 1   | 2   | −1   | 0%         |
| Armenia                  | 6   | 1  | 1  | 4   | 2   | 5   | −3   | 16.66%     |
| Azerbaiyán               | 9   | 4  | 3  | 2   | 14  | 9   | +5   | 50%        |
| Austria                  | 10  | 0  | 1  | 9   | 7   | 32  | −25  | 0%         |
| Bielorrusia              | 3   | 0  | 1  | 2   | 1   | 4   | −3   | 0%         |
| Bélgica                  | 1   | 1  | 0  | 0   | 1   | 0   | +1   | 100%       |
| Bosnia y Herzegovina     | 4   | 1  | 0  | 3   | 4   | 9   | −5   | 25%        |
| Bulgaria                 | 13  | 0  | 3  | 10  | 5   | 38  | −33  | 0%         |
| Canadá                   | 3   | 2  | 1  | 0   | 4   | 1   | +3   | 66.66%     |
| Cabo Verde               | 2   | 0  | 0  | 2   | 0   | 2   | −2   | 0%         |
| República Centroafricana | 1   | 1  | 0  | 0   | 2   | 1   | +1   | 100%       |
| Corea del Sur            | 2   | 0  | 1  | 1   | 2   | 3   | −1   | 0%         |
| Croacia                  | 10  | 0  | 1  | 9   | 5   | 29  | −24  | 0%         |
| Chipre                   | 8   | 2  | 3  | 3   | 9   | 10  | −1   | 60%        |
| República Checa          | 13  | 0  | 3  | 10  | 6   | 41  | −35  | 0%         |
| Dinamarca                | 9   | 0  | 0  | 9   | 4   | 32  | −28  | 0%         |
| Egipto                   | 2   | 0  | 0  | 2   | 2   | 8   | −6   | 0%         |
| Escocia                  | 7   | 0  | 1  | 6   | 5   | 18  | −13  | 0%         |
| Eslovaquia               | 8   | 0  | 1  | 7   | 3   | 21  | −18  | 0%         |
| Eslovenia                | 9   | 0  | 2  | 7   | 3   | 17  | −14  | 0%         |
| Estonia                  | 9   | 3  | 2  | 4   | 10  | 12  | −2   | 33.33%     |
| Inglaterra               | 7   | 0  | 0  | 7   | 1   | 20  | −19  | 0%         |
| Islas Feroe              | 10  | 2  | 2  | 6   | 14  | 19  | −5   | 25%        |
| Finlandia                | 8   | 1  | 2  | 5   | 5   | 14  | −9   | 12.50%     |
| Francia                  | 2   | 0  | 0  | 2   | 0   | 10  | −10  | 0%         |
| Gabón                    | 1   | 1  | 0  | 0   | 2   | 1   | +1   | 100%       |
| Georgia                  | 9   | 1  | 2  | 6   | 5   | 12  | −7   | 11.11%     |
| Gibraltar                | 2   | 1  | 0  | 1   | 1   | 1   | 0    | 50%        |
| Grecia                   | 12  | 1  | 3  | 8   | 7   | 26  | −19  | 10%        |
| Hungría                  | 12  | 1  | 2  | 9   | 6   | 28  | −22  | 8.33%      |
| Islandia                 | 15  | 3  | 1  | 11  | 10  | 33  | −23  | 20%        |
| Indonesia                | 2   | 2  | 0  | 0   | 4   | 0   | +4   | 100%       |
| Irlanda                  | 8   | 0  | 0  | 8   | 2   | 25  | −23  | 0%         |
| Israel                   | 9   | 1  | 2  | 6   | 8   | 17  | −9   | 10%        |
| Italia                   | 10  | 0  | 0  | 10  | 2   | 27  | −25  | 0%         |
| Japón                    | 1   | 0  | 0  | 1   | 0   | 1   | −1   | 0%         |
| Jordania                 | 3   | 2  | 0  | 1   | 5   | 4   | +1   | 66.66%     |
| Kazajistán               | 1   | 0  | 1  | 0   | 2   | 2   | 0    | 0%         |
| Kosovo                   | 3   | 0  | 0  | 3   | 2   | 10  | −8   | 0%         |
| Kuwait                   | 1   | 1  | 0  | 0   | 2   | 0   | +2   | 100%       |
| Letonia                  | 5   | 2  | 0  | 3   | 3   | 7   | −4   | 40%        |
| Líbano                   | 2   | 1  | 1  | 0   | 1   | 0   | +1   | 50%        |
| Libia                    | 9   | 3  | 2  | 4   | 6   | 9   | −3   | 33.33%     |
| Liechtenstein            | 4   | 3  | 1  | 0   | 11  | 3   | +8   | 75%        |
| Lituania                 | 5   | 1  | 2  | 2   | 5   | 8   | −3   | 20%        |
| Luxemburgo               | 7   | 2  | 2  | 3   | 5   | 5   | 0    | 16.66%     |
| Macedonia                | 8   | 0  | 1  | 7   | 3   | 19  | −16  | 0%         |
| Moldavia                 | 8   | 2  | 3  | 4   | 7   | 9   | −2   | 14.28%     |
| Países Bajos             | 6   | 0  | 0  | 6   | 0   | 28  | −28  | 0%         |
| Irlanda del Norte        | 7   | 0  | 2  | 5   | 1   | 11  | −10  | 0%         |
| Noruega                  | 10  | 0  | 2  | 8   | 3   | 26  | −23  | 0%         |
| Polonia                  | 4   | 0  | 0  | 4   | 0   | 13  | −13  | 0%         |
| Portugal                 | 10  | 0  | 1  | 9   | 5   | 28  | −23  | 0%         |
| Catar                    | 1   | 1  | 0  | 0   | 2   | 0   | +2   | 100%       |
| Rusia                    | 3   | 0  | 0  | 3   | 1   | 7   | −6   | 0%         |
| San Marino               | 3   | 3  | 0  | 0   | 6   | 2   | +4   | 100%       |
| Sudáfrica                | 1   | 0  | 0  | 1   | 0   | 1   | −1   | 0%         |
| Serbia y Montenegro      | 4   | 0  | 0  | 4   | 1   | 18  | −17  | 0%         |
| España                   | 6   | 0  | 0  | 6   | 3   | 28  | −25  | 0%         |
| Suecia                   | 11  | 0  | 0  | 11  | 2   | 42  | −40  | 0%         |
| Suiza                    | 7   | 0  | 2  | 5   | 3   | 17  | −14  | 0%         |
| Tailandia                | 1   | 1  | 0  | 0   | 2   | 0   | +2   | 100%       |
| Túnez                    | 9   | 3  | 3  | 3   | 9   | 11  | −2   | 40%        |
| Turquía                  | 6   | 0  | 1  | 5   | 4   | 15  | −11  | 0%         |
| Ucrania                  | 2   | 0  | 0  | 2   | 1   | 4   | −3   | 0%         |
| UAE                      | 2   | 0  | 2  | 0   | 1   | 1   | 0    | 0%         |
| Estados Unidos           | 1   | 0  | 0  | 1   | 0   | 1   | −1   | 0%         |
| Venezuela                | 1   | 0  | 0  | 1   | 0   | 1   | −1   | 0%         |
| Gales                    | 4   | 0  | 0  | 4   | 2   | 15  | −13  | 0%         |
| Total                    | 423 | 56 | 70 | 297 | 267 | 952 | −685 | 12.16%     |